# Ilex malabarica
Ilex malabarica är en järneksväxtart som beskrevs av Richard Henry Beddome. Ilex malabarica ingår i släktet järnekar, och familjen järneksväxter. Inga underarter finns listade i Catalogue of Life.